# Indoeuropeistyka
Indoeuropeistyka – dziedzina zajmująca się badaniem języków indoeuropejskich, specjalistyczny obszar językoznawstwa.
Badania w ramach indoeuropeistyki obejmują rozwój poszczególnych języków rodziny oraz jej grup językowych, zmiany językowe oraz związane z nimi reguły fonetyczne i prawa głosowe, analizę języków martwych oraz ich wymowy, konstruowanie drzewa rodowego języków indoeuropejskich oraz rekonstrukcję języka praindoeuropejskiego, będącego według jednej z teorii, przodkiem całej rodziny indoeuropejskiej. W ramach dziedziny mieszczą się też inne, pomniejsze i bardziej specjalistyczne poddyscypliny, zajmujące się poszczególnymi grupami językowymi – takie jak językowe działy albanistyki, bałtystyki, celtologii, germanistyki, iranistyki, romanistyki czy slawistyki.

## Początki językoznawstwa indoeuropejskiego

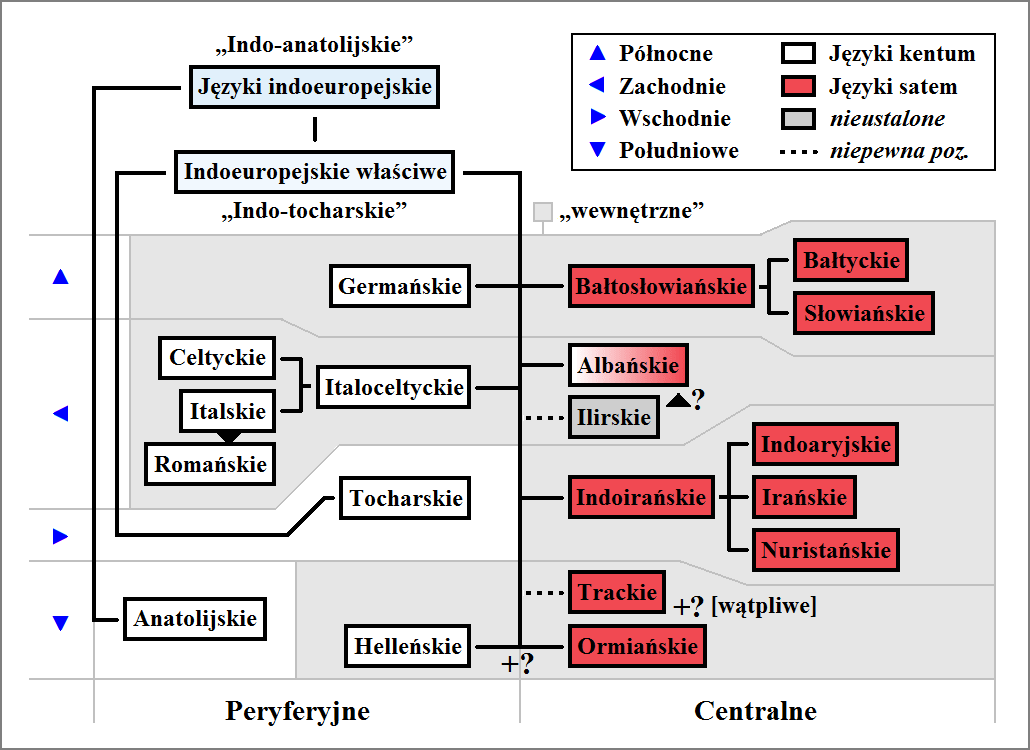
Główne gałęzie języków indoeuropejskich – ich pokrewieństwo, historyczny podział geograficzny oraz podział fonetyczny kentum–satem

Podobieństwa między językiem greckim a łacińskim zostały zauważone już w starożytności. Nie zwróciło to jednak szczególnej uwagi badaczy. Podobne obserwacje w początkach ery nowożytnej, poczynione przez Filippo Sassettiego, również nie zyskały rozgłosu; kupiec ów zauważył podobieństwa niektórych słów w języku włoskim i sanskrycie.
Idea, że języki indoeuropejskie (wówczas jeszcze tak nienazywane) pochodzą od wspólnego językowego przodka, była pomysłem Marcusa Zueriusa van Boxhorna, który połączył ze sobą łacinę, język grecki, perski, sanskryt, języki germańskie, słowiańskie i bałtyckie. Według niego wszystkie one wywodziły się z prajęzyka, który nazwał mianem scytyjskiego. Jednak powszechnie odkrycie pokrewieństwa owych języków przypisywane jest Williamowi Jonesowi, który w 1786 r. zaprezentował zbieżności w słownictwie i gramatyce sanskrytu i języków europejskich. W 1810 Conrad Malte-Brun zaproponował nazwę języki indogermańskie (używaną do dzisiaj w literaturze niemieckojęzycznej), a trzy lata później Thomas Young użył określenia języki indoeuropejskie.
Za początek indoeuropeistyki jako dziedziny naukowej uznawane są prace Franza Boppa: On the conjugational system of the Sanskrit language compared with that of Greek, Latin, Persian and Germanic (1816) oraz Comparative Grammar (wydawana od 1833, ukończona w 1852). W 1861 r. swoje dzieło – A Compendium of the Comparative Grammar of the Indo-European, Sanskrit, Greek and Latin Languages – wydał August Schleicher. Schleicher był również autorem pierwszego opowiadania w zrekonstruowanym języku praindoeuropejskim o tytule Owca i konie. Natomiast w kolejnej dekadzie (1878) Ferdinand de Saussure zaproponował istnienie w praindoeuropejskim laryngałów (głosek gardłowych lub krtaniowych), które miały wyjaśniać istnienie pewnych nietypowych zjawisk fonetycznych w językach indoeuropejskich.
Na przełomie XIX i XX w. odkryto starożytne teksty, zapisane nieznanymi dotąd językami, które wkrótce odczytano i zidentyfikowano jako indoeuropejskie. Owe języki umieszczono w dwóch nowych, odrębnych gałęziach – anatolijskiej i tocharskiej. W języku hetyckim, jednym z anatolijskich, w latach 20. XX w. Jerzy Kuryłowicz odkrył ślady głosek laryngalnych. Na podstawie tego odkrycia rozwinięto teorię laryngalną, uważaną za najważniejsze osiągnięcie indoeuropeistyki. W drugiej połowie lat 50. ukazały się L’Apophonie en indo-européen Kuryłowicza na temat przegłosu indoeuropejskiego (1956) oraz Indogermanisches etymologisches Wörterbuch Juliusa Pokorny’ego, czyli słownik etymologiczny, zawierający zrekonstruowane rdzenie praindoeuropejskie.

## Metody badawcze i teorie
Główną techniką badawczą w językoznawstwie indoeuropejskim jest metoda porównawcza, która polega na poszukiwaniu wzorców i regularności w strukturze fonetycznej i odmianie wyrazów. Następnie odtwarzany jest stan praindoeuropejski; przykład takiej rekonstrukcji końcówek gramatycznych według Roberta Beekesa – na podstawie czasownika „być” w sanskrycie i łacinie – przedstawia poniższa tabela.
| Forma       | Sanskryt | Łacina | Wzór odmiany | Rekonstrukcja formy pie. |
| ----------- | -------- | ------ | ------------ | ------------------------ |
| ‘jestem’    | asmi     | sum    | (V)s-(V)m(i) | *h₁és-mi                 |
| ‘jesteś’    | asi      | es     | Vs-(i)       | *h₁és-si                 |
| ‘jest’      | asti     | est    | Vs-t(i)      | *h₁és-ti                 |
| ‘jesteśmy’  | smas     | sumus  | s-(V)mVs     | *h₁s-més                 |
| ‘jesteście’ | stha     | estis  | (V)s-t(h)V   | *h₁s-th₁é                |
| ‘są’        | santi    | sunt   | s-Vnt(i)     | *h₁s-énti                |

W zaprezentowanych przykładach duża litera V oznacza samogłoskę, *h₁ zaś jeden z laryngałów. Podane formy przedstawiają współczesne rekonstrukcje, etap odtwarzania początkowej głoski laryngalnej został pominięty.

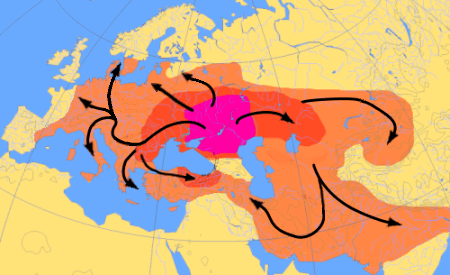
Hipotetyczna praojczyzna (kolor różowy) i ekspansja Indoeuropejczyków według teorii kurhanowej

Innymi metodami w pracy indoeuropeistów są:
- rekonstrukcja wewnętrzna – odtwarzająca dawniejsze fazy konkretnego języka[14];
- datowanie lingwistyczne – leksykostatystyka i glottochronologia[15];
- masowa komparacja leksykalna – porównująca słownictwo wielu języków w celu odkrycia powiązań filogenetycznych pomiędzy różnymi rodzinami językowymi[16].

Do teorii opracowanych przez językoznawstwo indoeuropejskie należą m.in.:
- teoria laryngalna – według której w praindoeuropejskim istniały trzy spółgłoski o wymowie gardłowej lub krtaniowej[8];
- teoria glottalna – dawniej bardziej popularna, współcześnie mająca niewielu zwolenników hipoteza, według której w praindoeuropejskim zamiast spółgłosek dźwięcznych istniały spółgłoski ejektywne[17].

Natomiast do głównych współczesnych hipotez dotyczących pierwotnej ojczyzny języków indoeuropejskich należą:
- teoria kurhanowa – sytuująca język praindoeuropejski na Stepie Pontyjskim pomiędzy Morzem Czarnym, a Morzem Kaspijskim;
- teoria anatolijska – sytuująca język praindoeuropejski w Anatolii na terenach dzisiejszej Turcji.

Jednym z zagadnień indoeuropeistyki jest również kwestia pokrewieństwa rodziny indoeuropejskiej z innymi rodzinami językowymi. Do postulowanych makrorodzin i fyli językowych należą m.in. (uporządkowane według rosnącego zakresu, obejmującego coraz więcej języków):
- indo-uralska – obejmująca języki indoeuropejskie i uralskie[19];
- eurazjatycka – jak wyżej plus ałtajskie oraz kilka drobnych rodzin i izolowanych języków[20];
- nostratyczna – jak wyżej plus drawidyjskie, kartwelskie i afroazjatyckie[21];
- boreańska – fyla obejmująca makrorodziny nostratyczną, amerindiańską, dene-kaukaską i austrycką[22].

## Osiągnięcia indoeuropeistyki

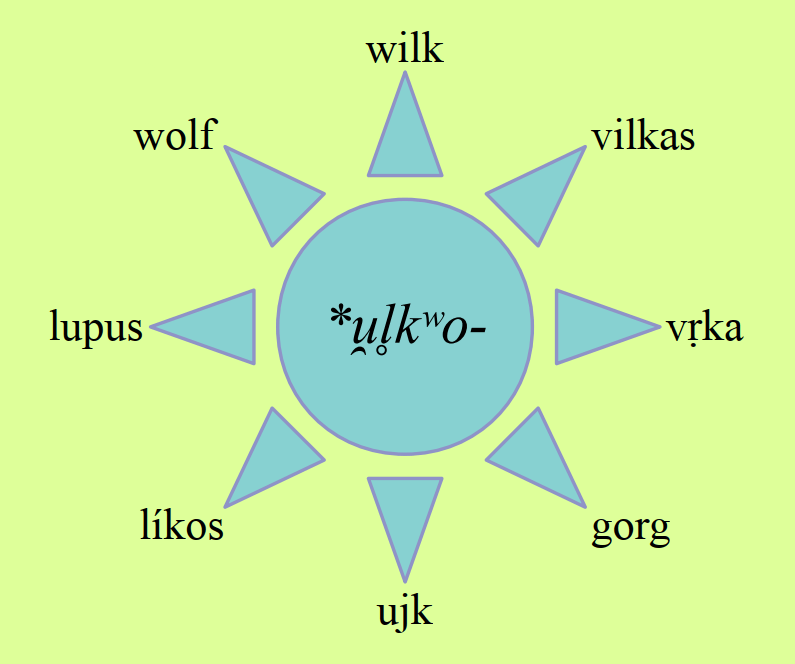
Słowo „wilk” (rdzeń „*u̯l̥kʷo-”) w języku pie. oraz jego formy potomne w różnych językach, od góry w prawo: polskim, litewskim, sanskrycie, perskim, albańskim, greckim, łacinie i angielskim

Do osiągnięć językoznawstwa indoeuropejskiego należą m.in.:
- stworzenie teorii istnienia rodziny indoeuropejskiej – czyli takiego zbioru różnych języków, w którym najbardziej podstawowe podobieństwa wynikają ze wspólnego pochodzenia (prajęzyka), a nie z wzajemnych zapożyczeń[23] (z wyjątkiem opozycyjnych teorii Nikołaja Trubieckoja oraz Schimidta i Lechmanna, dopuszczających języki IE jako ligę językową dwóch, lub więcej grup[24]);
- odkrycie, a następnie odczytanie starodawnych tekstów w nieznanych wcześniej językach, które współcześnie klasyfikowane są w dwóch odrębnych, wymarłych indoeuropejskich grupach językowych – anatolijskiej i tocharskiej[10];
- zidentyfikowanie w starożytnym języku hetyckim z grupy anatolijskiej śladów głosek laryngalnych, co przyczyniło się do opracowania teorii laryngalnej i bywa uważane za największe dokonanie w historii językoznawstwa indoeuropejskiego[8];
- daleko posunięta rekonstrukcja języka praindoeuropejskiego;
- zrekonstruowanie i opracowanie systemu wymiany samogłosek (przegłosu) w praindoeuropejskim[25].

Indoeuropeistyka może pochwalić się również odkryciem wielu praw głosowych w językach rodziny indoeuropejskiej – są nimi np.:
- prawo Grassmanna – prawo głosowe w sanskrycie i grece[27];
- prawo Grimma – sekwencja zmian w językach germańskich;
- prawo Vernera – prawo głosowe w językach germańskich;
- przesuwki ormiańskie – sekwencja zmian fonetycznych w języku staroormiańskim[28];
- reguła Brugmanna – prawo głosowe w językach indoirańskich[29];
- reguła Dybo – prawo głosowe w językach italoceltyckich i germańskich;
- reguła ruki – prawo głosowe w indoeuropejskich językach satemowych[28];
- reguła Osthoffa – prawo głosowe w językach indoeuropejskich z terenów Europy.

## Badacze
Do badaczy zajmujących się językami indoeuropejskimi należeli m.in. (chronologicznie):
- Friedrich Schlegel (1772–1829)
- Jakob Grimm (1785–1863)
- Rasmus Rask (1787–1832)
- Franz Bopp (1791–1867)
- August Friedrich Pott (1802–1887)
- Johann Kaspar Zeuss (1806–1856)
- Hermann Grassmann (1809–1877)
- Theodor Benfey (1809–1881)
- Rudolf von Raumer (1815–1876)
- Otto von Böhtlingk (1815–1904)
- Georg Curtius (1820–1885)
- August Schleicher (1821–1868)
- Max Müller (1823–1900)
- William Dwight Whitney (1827–1894)
- August Fick (1833–1916)
- Franz Kielhorn (1840–1908)
- August Leskien (1840–1916)
- Wilhelm Scherer (1841–1886)
- Berthold Delbrück (1842–1922)
- Vilhelm Thomsen (1842–1927)
- Johannes Schmidt (1843–1901)
- Ernst Windisch (1844–1918)
- Karl Verner (1846–1896)
- Hermann Osthoff (1846–1909)
- Friedrich Karl Brugmann (1849–1919)
- Hermann Möller (1850–1923)
- Jakob Wackernagel (1853–1938)
- Otto Schrader (1855–1919)
- Ferdinand de Saussure (1857–1913)
- Wilhelm Streitberg (1864–1925)
- Hermann Hirt (1865–1936)
- Antoine Meillet (1866–1936)
- Carl Darling Buck (1866–1955)
- Holger Pedersen (1867–1953)
- Alois Walde (1869–1924)
- Eduard Schwyzer (1874–1943)
- Ferdinand Sommer (1875–1962)
- Bedřich Hrozný (1879–1952)
- Andrzej Gawroński (1885–1927)
- Franklin Edgerton (1885–1963)
- Leonard Bloomfield (1887–1949)
- Julius Pokorny (1887–1970)
- Manu Leumann (1889–1977)
- Milan Budimir (1891–1975)
- Jerzy Kuryłowicz (1895–1978)
- Giacomo Devoto (1897-1974)
- Georges Dumézil (1898–1986)
- Christian Schweigaard Stang (1900–1977)
- Eugeniusz Słuszkiewicz (1901–1981)
- Émile Benveniste (1902–1976)
- Tadeusz Milewski (1906–1966)
- André Martinet (1908–1999)
- Ernst Risch (1911–1988)
- Oswald Szemerényi (1913–1996)
- Karl Hoffmann (1915–1996)
- Joseph Greenberg (1915–2001)
- Georg Renatus Solta (1915–2005)
- Winfred Lehmann (1916–2007)
- Edgar C. Polomé (1920–2000)
- Eric Hamp (1920–2019)
- Marija Gimbutas (1921–1994)
- Francisco Rodríguez Adrados (1922–2020)
- Ladislav Zgusta (1924–2007)
- Witold Mańczak (1924–2016)
- Helmut Rix (1926–2004)
- Manfred Mayrhofer (1926–2011)
- Warren Cowgill (1929–1985)
- Radoslav Katičić (1930–2019)
- Johanna Narten (1930–2019)
- Calvert Watkins (1933–2013)
- Anna Morpurgo Davies (1937-2014)
- Robert Beekes (1937-2017)
- Jochem Schindler (1944–1994)
- Jens Elmegård Rasmussen (1944–2013)
- Siergiej Starostin (1953–2005)

Współcześnie badaniami indoeuropeistycznymi zajmują się m.in.:
- James Clackson (ur. ?)
- Benjamin W. Fortson (ur. ?)
- Leszek Bednarczuk (ur. 1936)
- Ignacy Ryszard Danka (ur. 1937)
- Colin Renfrew (ur. 1937)
- Hans Henrich Hock (ur. 1938)
- James Mallory (ur. 1945)
- Craig Melchert (ur. 1945)
- Frederik Kortlandt (ur. 1946)
- Michael Meier-Brügger (ur. 1948)
- Alfred F. Majewicz (ur. 1949)
- Birgit Anette Olsen (ur. 1952)
- Donald Ringe (ur. 1954)
- Václav Blažek (ur. 1959)
- Krzysztof Tomasz Witczak (ur. 1960)
- Ranko Matasović (ur. 1968)
- Michiel de Vaan (ur. 1973)
- Alwin Kloekhorst (ur. 1978)
- Mate Kapović (ur. 1981)

## Ośrodki kształcenia
Poniższa tabela zawiera wybrane ośrodki naukowe, kształcące w ramach indoeuropeistyki (aktywne w 2020 r.).
| Kraj              | Ośrodek                                                     | Odnośnik |
| ----------------- | ----------------------------------------------------------- | -------- |
| Austria           | Uniwersytet Wiedeński                                       | 1        |
| Dania             | Uniwersytet Kopenhaski                                      | 2        |
| Holandia          | Uniwersytet w Lejdzie                                       | 3        |
| Niemcy            | Uniwersytet Fryderyka i Aleksandra w Erlangen i Norymberdze | 4        |
| Niemcy            | Uniwersytet Ludwika i Maksymiliana w Monachium              | 5        |
| Niemcy            | Uniwersytet Marcina Lutra w Halle i Wittenberdze            | 6        |
| Niemcy            | Westfalski Uniwersytet Wilhelma w Münsterze                 | 7        |
| Polska            | Uniwersytet Jagielloński                                    | 8        |
| Stany Zjednoczone | Uniwersytet Kalifornijski w Los Angeles                     | 9        |
| Stany Zjednoczone | Uniwersytet Teksański w Austin                              | 10       |

## Współczesne publikacje
Najbardziej aktualne opracowania zrekonstruowanych form praindoeuropejskich i form pochodnych w językach dawnych i współczesnych:
- Lexikon der indogermanischen Verben Helmuta Rixa (1998) – zmodernizowana i uwspółcześniona wersja słownika Pokornego;
- Nomina im Indogermanischen Lexikon kilku autorów (2008) – leksykon nominalnych części mowy;
- Lexikon der indogermanischen Partikeln und Pronominalstämme George’a Dunkela (2014) – leksykon partykuł i zaimków.

Czasopisma indoeuropeistyczne:
- Indo-European Linguistics
- Indogermanische Forschungen
- Journal of Indo-European Studies
- Journal of Language Relationship (różne rodziny językowe)
- Tocharian and Indo-European Studies

Niektóre z powyższych czasopism są publikowane bezpłatnie i w wolnym dostępie, odnośniki do nich oraz do innych darmowych materiałów umieszczone zostały na końcu, w sekcji linki zewnętrzne.

### Źródła internetowe
- Grzegorz Jagodziński, Językoznawstwo [online], Grzegorz Jagodziński – Język polski – Ewolucjonizm [dostęp 2020-10-06] [zarchiwizowane z adresu 2020-09-16].